# Федоров Володимир Олексійович
Володимир Олексійович Федоров (29 березня 1963, Суми, УРСР, СРСР — 24 лютого 2018, Харків, Україна ) — радянський та українсько-російський художник, теоретик мистецтва, учасник арт-групи «Інспекція „Медична герменевтика“».

## Біографія
Народився в сім'ї математика та інженера. У середині 1970-х років переїхав із сім'єю до Одеси . Наприкінці 1970-х разом зі своїм однокласником Олексієм Коцієвським створив літературно-мистецький напрямок «Кретиністичний реалізм». У 1982 році познайомив Леоніда Войцехова із Сергієм Ануфрієвим, з цього моменту виникла Одеська концептуалістська група. 1980-1984 навчався в Одеському інженерно-будівельному інституті (факультет промислового та цивільного будівництва). У 1980-х роках входив до кола художників Одеської школи концептуалізму. У середині 1980-х років, зазнавши переслідувань органів через участь у квартирних виставках, перебрався до Харкова. На прикінці 80-х їде до Москви. 1987-1991 молодший інспектор "Медичної герменевтики". 1989-1991 член інспекційної колегії Інспекції "Медична герменевтика". В 1991 стає старшим інспектором групи «Інспекція „Медична герменевтика“» замість Юрія Лейдермана, отримавши в структурі групи статус «Фетіш МГ». Після смерті батька у 2015 році був змушений виїхати до Москви, де перебував до 2017 року. У вересні 2017 року заарештовано в Росії за порушення паспортного режиму, 1 листопада 2017 року депортовано з Росії в Україну.